# Río Tomatlán
El río Tomatlán nace y discurre por la región montañosa situada al sureste de Puerto Vallarta, llamada Sierra El Tuito, con altitudes mayores a 2 000 metros sobre el nivel del mar. Pertenece a la región hidrológica que INEGI nombra Costa de Jalisco.

## Hidrología
De acuerdo a la Síntesis Geográfica del Estado de Jalisco, de la misma institución, el río Tomatlán, junto con el Tecuán, forma una cuenca que drena una superficie de 3 794,72 kilómetros cuadrados.
Desemboca en el océano Pacífico, cerca de la población que le da nombre. El Río Mismaloya también es considerado como parte de esta cuenca y en su curso llena varias lagunas  hasta su desembocadura en el mar. En esta cuenca se localiza además la presa Cajón de Peñas, ubicada en el municipio de Tomatlán, con una capacidad total de 707 millones de metros cúbicos de agua, usada para irrigar una superficie aproximada de 70 000 hectáreas.
- Datos: Q7818543